# Bert en Bertje
Bert en Bertje is een Nederlands liedje van het Belgische duo Miek en Roel uit 1968.
Het nummer was de titelsong van het gelijknamig televisiefeuilleton (1968) met Bert André dat zich situeerde in het hippiemilieu.

## Ep
1. Bert en Bertje (3:12)
2. Twee Lieve Vriendelijke Mensen (3:04)
3. Vreemde Vogels (3:06)
4. Solo Slim (2:38)

## Meewerkende artiesten
Muzikanten: 
- Monique Holvoet (zang, gitaar)
- Roel Van Bambost (zang, gitaar)